# Прва конференција Покрета несврстаних
Прва конференција Покрета несврстаних, позната и као Београдска конференција, одржана је од 1. до 6. септембра 1961. године у Београду, тада главном граду Федеративне Народне Републике Југославије. Историјски значај Београдске конференције је у томе што је први пут окупила државнике несврстаних земаља и формулисала изворне принципе и циљеве политике и покрета несврстаних као независног, ванблоковског и глобалног фактора у међународним односима.
Конференција је главну пажњу посветила очувању светског мира, проблемима разоружања, колонијализма и економског развоја. Усвојена су три документа: Декларација шефова држава и влада, Изјава о опасности од рата и Апел за очување светског мира. Два писма истог садржаја, упућена су председнику Савета министара Совјетског Савеза, Никити Хрушчову, и председнику Сједињених Америчких Држава, Џону Кенедију, који су у тим тренуцима били у сукобу који је познат као Хладни рат.
У складу са усвојеним „критеријумима несврстаности“, државе учеснице су се обавезале да воде политику несврстаности на принципима коегзистенције, да подржавају борбу за национално ослобођење, да се не укључују у мултилатералне пактове блоковских сила, да не склапају војне савезе са великим силама и да не уступају своју територију за војне базе великих сила.
Конференција у Београду није била место на коме је рођен покрет несврстаности, али одлуке које су донете недвосмислено су показале да идеја која је окупила председнике држава и влада ванблоковских земаља представља алтернативни концепт блоковима и блоковској подели света.

## Позадина
Када се идеја Покрета несврстаних почела формирати постоје неколико мишљења. Индијски политичари сматрају да је говор Џавахарлала Нехруа у Индијском парламенту 4. децембра 1947. године представљао идеју о покрету несврстаности. Током шесте конференције несврстаних у Хавани 1979. године, председник Шри Ланке Јуниус Ричард Џајвардене је тврдио да се први пут реч „несврстани” појавила на Colombo Power Conference одржаној у Коломбу, главном граду Цејлона, у априлу 1954. године. На састанку су се срели премијери пет држава: Индије, Бурме, Индонезије, Цејлона и Пакистана. Они су расправљали о разоружању, деколонизацији, самоопредељењу и праву на властити развој. Кина и Индија су почеле да раде ка помирењу, а 1954. године су Нехру и кинески премијер Џоу Енлај прихватили пет начела егзистенције које је обухватало: обострано признање територијалне целовитости, ненападање, немешање у унутрашње послове, једнакост и заједничко благостање и мирољубиву коегзистенцију држава са различитим друштвеним уређењима. То су биле и идеје које су прихватиле државе несврстаних.
Порекло Покрета несврстаних се може пратити до конференције одржане у Бандунгу у Индонезији 1955. године. Светске несврстане нације су изразиле своју жељу да не буду увучене у идеолошке сукобе Истока и Запада у Хладном рату. То није био састанак несврстаних држава, али су у њему учествовале многе које су касније постале чланице Покрета. Од 29 држава, 25 су биле азијске међу којима су биле Иран, Ирак, Сирија, Саудијска Арабија, али и Јапан и Кина. На конференцији је усвојено завршно саопштење и донете су резолуције које су се односиле на разоружање, борбу против колонијализма, економску сарадњу држава Африке и Азије и самоопредељење народа. То су биле важне одреднице будућег политичког деловања покрета несврстаних. Премијер Индије Нехру је рекао да је овиме „половина светског становништва излази на позорницу.”
После низа сусрета земљама Азије и Африке, на Брионима је 18. и 19. јула 1956. године уследио тројни састанак Тита, Нехруа и Насера. Тројица државника потписала су Заједничку изјаву од 12 тачака у којој су изнели своја мишљења о најважнијим међународним проблемима и начину решавања. У Изјави се говорило о разоружању, уклањању неспоразума и спорова у Европи, на Далеком и Средњем истоку, о подели света на блокове, пријему НР Кине у УН, ослободилачком рату у Алжиру и значају Бандуншке конференције.

## Улога Југославије у стварању Покрета
Тито је предводио југословенску делегацију на XV заседању генералне скупштине УН. То је био период заоштравања међународних прилика у тренутку када је над територијом Совјетског Савеза оборен амерички авион „У-2”. Тито, Насер, Сукарно, Нкрумах и Нехру поднели су Генералној скупштини ОУН на усвајање Нацрт резолуције пет ванблоковских земаља, у којем се тражи обнављање прекинутих контаката између великих сила и решавање спорова и међународних проблема мирним путем. Због амандмана који су поднели Аустралија, Аргентина, Норвешка и Јапан и изостанка подршке и са Истока и Запада предлагачи су повукли предлог. Иако није успела, „Иницијатива петорице” се сматра првим заједничким актом несврстаних земаља.
Тито је одлучио да прихвати Нехруов предлог о заједничкој иницијативи ванблоковских земаља за посебном резолуцијом којим би се лидерима двеју водећих сила Двајту Ајзенхауеру и Никити Хрушчову упутио апел да се састану како би решили спор. У седишту ОУН састао се са председником Ајзенхауером, али, иако је састанак протекао у срдачној атмосфери, нису постигнути политички договори. Следили су избори у САД, па Ајзенхауер није више био у могућности да утиче на даље југословенско-америчке односе. Без обзира на то, Тито га је позвао да посети Југославију. Са друге стране, три сусрета са Хрушчовом нису прошла у пријатној атмосфери. Хрушчов је био незаинтересован за Титову понуду за помирење.
По повратку из Њујорка, оно што је Тита испуњавало оптимизмом била је све активнија улога ванблоковских земаља у Уједињеним нацијама. Он је желео да их приближи у јединствен фронт који ће се борити против превласти блоковских сила. Свестан да је током боравка у УН само делимично успео да оствари контакт са представницима новоослобођених држава, одлучио је да крене на „путовање мира”. Из сплитске луке упутио се 14. фебруара 1961. године бродом Галеб на вишемесечно путовање. Том приликом посетио је Гану, Того, Либерију, Гвинеју, Мали, Мароко, Тунис и Уједињену Арапску Републику (Египат). Све те државе Тито је први пут посећивао, осим Уједињене Арапске Републике. Приликом посета имао је различиту стратегију. У разговору са земљама западне Африке позивао је на успостављање присније билатералне стратегије и бољег међусобног упознавања, док је током разговора са арапским земљама предлагао одржавање конференције ванблоковских земаља. Сматрао је да одржавање конференције ванблоковских земаља мора што пре да се одржи, а блокаду Уједињених нација поредио је са ситуацијом пред Други светски рат у којој се тада нашло друштво народа које није успело да одигра своју миротворну улогу. Сматрао је да ове државе морају преузети улогу „савести човечанства”, а то могу постићи ако својом бројчаном супериорношћу у механизму гласања пронађу начин за функционисање Уједињених нација.
Путовање је Тито завршио посетом Уједињеној Арапској Републици од 17. до 22. априла 1961. године, где је разговарао са кључним партнером од кога је зависила реализација идеје о формирању покрета несврстаности. Они су се сложили да се састанак мора одржати пре XVI Заседања генералне скупштине УН како би нове земље иступиле јединствено. Највећи проблем био је око састављања списка учесника. У састављању списка водили су се непосредним Титовим утисцима са тек завршене турнеје. Главно питање било је питање укључивање Нехруа и Индије у припрему. Они су страховали да без Нехруа, који је имао велики утицај у свим деловима света и који је први применио политику мирољубиве коегзистенције, не би могао ни да се одржи скуп. Пред сам долазак Тита у Египат, Нехру је обавестио Насера да се противи одржавању конференције, јер би се тиме „отежало великим силама да решавају међународне проблеме и допринесу попуштању међународне затегнутости.” Уместо тога, предлагао је да се ради на заједничком саопштењу поводом инвазије на Кубу.
Тито и Насер су били најангажованији по питању да се вође држава са мањим утицајем окупе у један покрет. Крајем априла упућена су писма представницима 17 држава којим су позвани да учествују на припремни састанак у Каиру од 5. до 12. јуна 1961. године. Поред држава, скупу су присуствовали и ослободилачки покрети, социјалистичке партије, али само као посматрачи. Касније је њихов број смањен, јер су многе од њих постале власт у државама.
На крају разговора, Тито и Насер су саставили документ који је био у облику писма и који је требало да буде упућен свим ванблоковским земљама. у њему би били објашњени разлози за одржавање конференције, критеријуми за учешће, тачан датум одржавања и дневни ред. Иницијатива је одмах подржана од председника Индонезије Сукарна, који је био један од главних заговорника формирања покрета. Иако су само Тито и Насер потписали документ о позиву на учешће, сматра се да се због брзине којом се Сукарно придружио иницијативи и он сматра оснивачем. Убрзо затим су предлог подржале и владе Авганистана и Гане. Тиме су створени услови да се први пут одржи самит држава које не припадају ниједном од два блока.

## Избор града за одржавања конференције
Доста времена је посвећено питању где ће се одржати конференција. Три града кандидовала су се да постану домаћини. Каиро су предложиле групе арапских земаља, индонежански министар Београд, а Куба је сама предложила своју престоницу Хавану. Насерова одлука да подржи Југославију допринела је томе да већина подржи избор Београда. Томе се оштро успротивила Куба, истичући да „Југославија није политички квалификована да буде домаћин конференције”. Овакав просовјетски став у првом тренутку су подржале две совјетски настројене државе Гвинеја и Мали, али су недуго затим промениле став. Куба је запретила да неће учествовати на конференцији ако се не буде одржавала у Хавани, али њено ултимативно држање није наишло на одобравање већине, те се морала покорити вољи осталих држава. То је био наговештај идеолошко-политичких сукоба који ће отежавати рад покрета и у неким тренуцима доводити у питање његов опстанак.

## Конференција
На челу државног одбора за припрему конференције налазио се Владимир Поповић. На конференцији се у Београду окупило 25 независних држава које су све биле пуноправни учесници. Поред њих, биле су и три државе које су имале статус посматрача, једанаест социјалистичких партија, синдикалне организације из Јапана и још четири организације. Разлике између њих у богатству су биле велике и све су оне показивале различите интересе. Југославија је посебан значај придавала латиноамеричким земљама. Учешће ових земаља, уз представнике Европе, требало је дати конференцији карактер скупа где су заступљени сви делови света, а не да се она сведе на афро-азијске одреднице као што је то био скуп раније.
Међутим, Тито је само делимично успео у намери да на конференцији буду заступљени сви делови света. Из Латинске Америке само је Куба била пуноправни учесник, док су Боливија, Бразил, Еквадор имали статус посматрача. Разлог томе била је немогућност ових држава да се одупру притиску Сједињених Америчких Држава. Нарочито су представници Југославије били разочарани Мексиком који је одустао у последњи час. Од европских држава учествовали су само Кипар и домаћин Југославија.
Први самит у Београду одржан је у згради скупштине Југославије. Из полукружне велике дворане уклоњене су посланичке клупе, постављен је нови под и постављен је овални сто направљен од махагонија и месинга специјално само за ову прилику. Тито је возом дошао у Београд са Бриона, где је проводио лето. У главни град Југославије стигао је 27. августа 1961. године како би лично дочекао шефове држава. Првог септембра пре 12 часова Тито је прошао аутомобилом кроз Булевар револуције. Аутомобил су пратили мотоциклисти, а са њим је била и његова супруга Јованка. Ушао је у дворану, а затим му се придружио и први гост, етиопијски цар Хајле Селасије који је Титу поклонио фигуру „Златна девојка” од чистог злата и која је све време стајала за време председавања испред њега. До самог Тита су седели председник Туниса Хабиб Бургиба и представник Јемена принц Ислам ел Хасан.
Лидери су заседали за великим овалним столом, на коме се испред сваког политичара налазила картица са именом земље. Тито је госте поздравио речима: „Уважени шефови и представници држава и влада, господо, дозволите ми да вас у име владе и народа Југославије најтоплије поздравим...”
На конференцији се показало да ће се око неких питања тешко наћи консензус. Тито је предлагао да се призна Источна Немачка што је ФНРЈ учинила 1957. године. Најбољи савезник Југославији био је индонежански председник Сукарно. Тито и Сукарно су предлагали да се уместо главног представника у УН-у уведе трочлано представништво на чијем челу би се налазили по један представник Запада, Истока и несврстаних.

Овај састанак, по мом мишљењу, треба да доведе велике силе до сазнања да судбина света не може да буде у њиховим рукама. Он треба да докаже протагонистима сила да већина света одлучно одбацује употребу силе као начина решавања разних важних питања која нам је прошли рат оставио у наслеђе. Без претеривања могу рећи да земље које су заступљене на овој конференцији, а и многе друге које не припадају ни једној групацији, представљају велику већину јавног мишљења света. Оне представљају савест човечанства. О томе треба и те како да воде рачуна они који помишљају на ратне авантуре. Такав пример дао је и Други светски рат; он се поразно завршио по најјаче фашистичке државе, које су насиље и силу узеле као водећи принцип политике, а рат као средство за постизање својих циљева, то јест за наметање своје доминације читавом свету, игноришући хумане и друге моралне принципе који у савременом свету све снажније долазе до изражаја... То је веома поучна историја и требало би да о њој мисле они који звецкају оружјем и држе свет у сталној напетости и страху.“

Речи Јосипа Броза Тита
Ипак, имајући у виду хетерогеност земаља које су учествовале на конференцију, постигнут је добар степен сагласности око неких питања. Све државе учеснице биле су сагласне око осуде сваког облика колонијализма, политике силе и трке у наоружању. Једна од одлука је била и подржавање Алжира у борби против француских колонијалних власти и Анголе против Португалаца. Посебан акценат стављен је на позив да се формира Палестинска држава на територији блиског истока.
Титу је најбитније било да скуп обезбеди трајност акције ванблоковских земаља и да конференција обезбеди организоване заједничке акције ванблоковских земаља. За формирање покрета током конференције у Београду било је рано. Тешко је било дефинисати дугорочне циљеве којим би се земље учеснице руководиле у спољној политици. Пре свега је требало убедити лидере земаља окупљених у Београду да свој наступ не сведу само на разматрање актуелне ситуације, већ и на договор о заједничкој дугогодишњој стратегији. Међутим, део држава видео је другачији смисао скупа и сматрао је да се треба скоцентрисати на тренутна збивања. Тренутна криза је лако могла да доведе до новог светског рата и зато је све остало требало ставити у други план. Највећи заговорник ове тезе био је Нехру. Његово мишљење је било да решавање ситуације не зависи од овог скупа, већ је оно у рукама Сједињених Америчких Држава и Совјетског Савеза.
Став Нехруа и великог броја земаља био је покушај да се избегне заузимање генералног става учесника конференције о свим заједничким проблемима. Настојања да се учине први кораци ка заједничком деловању ванблоковских земаља била је Декларација коју су подржале арапске земље и већина са афричког континента. Подржана је идеја да се одрже две конференције под окриљем ОУН: међународна конференција о разоружању и међународна конференција о економским проблемима. На конференцији су усвојена и два документа: Изјава о опасности рата и апел за мир и Писмо Хрушчову и Кенедију.

## Декларација
Представници држава донели су декларацију којом су одбацили тезу да је Хладни рат неизбежан. Они су сматрали да су начела мирољубиве коегзистенције једина алтернатива Хладном рату и могућности опште нуклеарне катастрофе. Та начела укључују право народа на самоопредељење, на независност и на слободно одређивање облика и путева економског, друштвеног и културног развитка. Они су у декларацији истицали да ванблоковске земље заступљене на овој конференцији не желе да стварају нови блок, нити могу да буду блок. Оне желе да сарађују са сваком владом која тежи да допринесе учвршћењу поверења и мира у свету. Земље учеснице су сматрале неопходним да ванблоковске земље учествују у решавању нерешених међународних питања која се односе на мир и безбедност у свету. Разоружање је схватано као најнужнији задатак човечанства и да би под хитно требало да се забране нуклеарна тестирања.
Све одлуке су донете једногласно, међутим, њима су претходиле дуге расправе и мукотрпан процес усаглашавања гледишта. Испољиле су се три варијанте приступа светској политици. Група држава која је у мањој или већој мери била просовјетски оријентисана (Југославија, Куба, Гвинеја, Мали, Гана) заузимала је оштрије ставове поводом питања колонизације. Другу групу су чиниле државе које нису имале оштар став према западу и трудиле су се да избалансирају однос према сукобљеним групацијама. Тој групи припадали су Индија, Бурма, Цејлон, Либан, Кипар, Непал и Етиопија. Трећа група биле су државе које нису имале став и које су се током конференције држале пасивно.

## Одјек
Државе окупљене око Сједињених Америчких Држава су окупљање у Београду означиле антизападним и антиамеричким скупом. Њихова реакција била је непријатељска. Совјетски Савез и његови савезници су игнорисали скуп, а своје мишљење о скупу су показали одлуком да отпочну нуклеарне тестове. Одјек Београдске конференције и публицитет који јој је дат у светској штампи био је већи од претпостављаног. Државни и политички врх Југославије вредновао је овај догађај као победу „југословенске концепције“.
Закључке конференције Никити Хрушчову однели су председник Гане Кнаме Нкрумах и премијер Египта Насер, док су Кенедију закључке уручили Насер и шеф Малија Модибо Кеита. Одлуке Београдске конференције су биле важне, јер се свет налазио у времену кубанске ракетне кризе и на врхунцу напетости између две суперсилe — САД и Совјетског Савеза.
Конференција у Београду није била место на коме је рођен покрет несврстаности. Окупљање председника држава и влада неангажованих земаља није истовремено значило њихово организовање у покрет. Ипак, одлуке донете у Београду недвосмислено су показале да идеја која је окупила председнике држава и влада ванблоковских земаља представља алтернативни концепт блоковима и блоковској подели света. Дилема о томе да ли покрет треба да се формира разрешен је на Другој конференцији у Каиру 1964. године. Душан Богетић каже да је „свест о томе да се деловањем у оквиру широке асоцијације сиромашних и обесправљених може битно побољшати сопствена међународна позиција и обезбедити јачи уплив у светска збивања, постепено сазревала и потискивала у други план страх од могућих негативних последица”. Одлуке донете на конференцији су јасно показале да идеја несврстаних представља алтернативни концепт блоковима и блоковској подели света.

## Изглед Београда за време конференције
Како би угостио велики број политичара, чланова делегација и новинара, у Београду су извршене велике припреме. За два месеца реновирано је око 350 угоститељских објеката, међу којима и сви тадашњи хотели. Порушено је више нехигијенских насеља у близини скупштине, а њихови станари смештени су у нове станове на Бановом брду. Изграђено је 40 нових улица, на Теразијама су се појавиле прве светлеће рекламе, реконструисани су водовод и канализација, као и улично осветљење. Зграда народне скупштине где су одржаване седнице отворене за јавност за ову прилику је посебно реконструисана. На уласку у град био је, на неколико језика, исписан и незванични мото конференције: „Сви људи света хоће мир”.
Пуно народа стајало је насупрот Скупштине испред Пионирског парка и пратило долазак делегација. Госте је дочекивао Тито, а после интонирања химни и смотре почасног гардијског батаљона, лидери земаља трећег света одвезли би се у своје резиденције, пролазећи кроз улице Београда, где их је мноштво света поздрављало.
На улазу у град стајао је амблем београдске конференције висок 15 метара. На Топчидерској звезди био је постављен триангл који се састојао од основних идеја конференције: мир, независност и равноправна међународна сарадња. Код ушћа Саве у Дунав, на Новом Београду, у част одржавања конференције отворен је Парк пријатељства. Шефови држава су на том месту засадили платане. У пионирском парку је уређена Алеја нација, а на паноима дуж алеје били су исписани подаци о земљама учесницама конференције.
Урађена су два обелиска, а један од њих се налазио на тргу Маркса и Енглелса. То је био монтажни објекат, чији је костур направљен од цеви. На рубовима конструкције постављено је неонско осветљење. Рађен је уочи конференције, а сама реализација обављена је у последњем часу, јер је тих дана падала киша. У једном тренутку се Обелсик и запалио, па је о свему томе поведена истрага. Након завршене конференције обелиск је размонтиран, док је други сачуван и данас се налази код Бранковог моста.
Годину дана пре конференције усвојен је нови Грб Београда. Излазак нове верзије грба је довођен у везу са планираним одржавањем Прве конференције несврстаних земаља у Београду. Тако се нови грб града нашао на обелиску који је саграђен за ову прилику смештеног поред Бранковог моста.
Првог дана конференције Тито је у здању на тргу Маркса и Енгелса приредио свечани ручак. Са супругом Јованком су у хотелу „Метропол“ приредили свечани пријем за око 2.000 званица. Уследио је и излет до Петроварадинске тврђаве, где је изведен импресиван ватромет. Конференција је завршена 6. септембра, а Тито је понудио својим гостима боравак на Брионима, после напорног шестодневног рада.
За време самита излазио је посебан часопис „Београдска конференција”, а рад конференције је превођен на четири језика: енглески, француски, шпански и арапски. Било је преко 850 домаћих и страних новинара који су били смештени у Дому синдиката. Новинари су у пет сала пратили рад конференције на телевизијским екранима. Могли су да користе 30 телефонских кабина из којих су обављали међународне и унутрашње разговоре, као и 33 телепринтера и уређаје за радио−оператере. Били су смештени у две посебне зграде у Цвијићевој и Рузвелтовој улици, а на располагању им је била и посебна такси станица.

## Списак учесника
Списак учесника и њихови представници:
1. Авганистан — Мохамед Дауд Кан, председник Владе
2. Алжир — Бен Јусеф Бенхеда, председник привремене Владе
3. Бурма — У Ну, председник Владе
4. Етиопија — Хајле Селасије, цар
5. Гана — Кваме Нкрума, председник Републике
6. Гвинеја — Бевоги Луј Лансана, министар спољашњих послова
7. Индија — Џавахарлал Нехру, председник Владе
8. Индонезија — Сукарно, председник Републике
9. Ирак — Хашим Џавад, министар спољних послова
10. Јемен — Сејфул Ислам Ел Хасан, принц
11. Југославија — Јосип Броз Тито, председник Републике
12. Камбоџа — Нородом Сиханук, бивши краљ
13. Кипар — Макариос III, председник Републике
14. Конго — Сирил Адула и Антоан Гизенга, представници
15. Куба — Освалдо Дортикос Торадо, председник Републике
16. Либан — Саеб Салам, председник Владе
17. Мароко — Хасан II од Марока, краљ
18. Мали — Модибо Кејта, председник Републике
19. Непал — Махендра Бир Бикрам Шах Дев, краљ
20. Саудијска Арабија — шеик  Ибрахим Совеил, министар спољних послова
21. Сомалија — Аден Абдулах Осман Дар, председник Републике
22. Судан — Ибрахим Абуд, председник Врховног војног савета
23. Тунис — Хабиб Бургиба, председник Републике
24. Уједињена Арапска Република — Гамал Абдел Насер, председник Републике
25. Цејлон — Сиримаво Бандаранаике, председница Владе

Посматрачи:
1. — Хозе Фелман Веларде, министар просвете Боливије и Хорхе Гутјерес Алендребе, опуномоћени министар
2. — Де Meло Франко Фиљо, амбасадор Бразила у Швајцарској
3. — др Хозе Хоакин Силва, амбасадор Еквадора у Савезној Републици Немачкој

Конференцији су присуствовали и представници 38 револуционарних и антиколонијалних покрета, а посебно са територија Африке и Азије које су још биле под колонијалним режимом.